# Bert Sprotte
Bert Sprotte est un acteur allemand, né le 9 décembre 1870 à Chemnitz (Allemagne), mort le 30 décembre 1949 à Los Angeles (Californie).

## Filmographie
- 1918 : Selfish Yates : Rocking Chair Riley
- 1918 : Shark Monroe : Onion McNab
- 1918 : Vive la France ! : German Sergeant
- 1918 : Le Vengeur (The Border Wireless) de William S. Hart : Von Helm
- 1919 : Broth for Supper
- 1919 : Breed of Men : Wesley B. Prentice
- 1919 : The Shepherd of the Hills (en) : Wash Gibbs
- 1919 : La Caravane (en) (Wagon Tracks) de Lambert Hillyer : Brick Muldoon
- 1919 : The World Aflame : Nicolai Poppoff
- 1919 : Tempest Cody Bucks the Trust
- 1919 : Dégradation (The Brute Breaker) de Lynn Reynolds : La Blanc
- 1919 : The Girl from Outside : The Marshall
- 1920 : Out of the Dust : Dan Maacklier
- 1920 : Les Protégés de Jim (Jes' Call Me Jim) de Clarence G. Badger : Buffum
- 1920 : The Golden Trail : Jim Sykes
- 1920 : Two Moons : Sheriff Red Agnew
- 1920 : Guile of Women : Skole
- 1920 : The Deceiver
- 1921 : O'Malley of the Mounted : Sheriff
- 1921 : Bob Hampton of Placer : Sheriff
- 1921 : The Blazing Trail : Hank Millicuddy
- 1921 : The Night Horsemen de Lynn Reynolds : Mac Strann
- 1921 : Below the Deadline : Buck Elliot
- 1921 : Trailin' : John Woodbury
- 1921 : White Oak : Eliphalet Moss
- 1922 : Blue Blazes : Black Lanning
- 1922 : A Question of Honor : Charles Burkthaler
- 1922 : Silver Spurs
- 1922 : The Fighting Streak : Hal Dozier
- 1922 : La Manière forte (For Big Stakes) de Lynn Reynolds : Rowell Clark
- 1922 : The Ropin' Fool : The Sheriff
- 1922 : Thelma (en) de Chester Bennett : Olaf Guildmar
- 1922 : Le Crime de Mme Lévy (Hungry Hearts) de E. Mason Hopper : Cossack
- 1922 : La Conquête d'une femme (Conquering the Woman) de King Vidor : Tobias Stafford
- 1923 : The Prisoner de Jack Conway : Courant
- 1923 : Trimmed in Scarlet : Duroc
- 1923 : Snowdrift : Jean McLaire (prologue)
- 1923 : L'Âme de la bête (Soul of the Beast) de John Griffith Wray : Silas Hamm
- 1923 : Purple Dawn : Red Carson
- 1923 : The Miracle Baby : Sam Brodford
- 1923 : Rosita de Ernst Lubitsch : Big Jailer
- 1923 : La Dernière Chevauchée (Wild Bill Hickok) : Bob Wright
- 1924 : Singer Jim McKee : Dan Gleason
- 1924 : The Shooting of Dan McGrew de Clarence G. Badger : Beachcomber
- 1924 : Le Petit Robinson Crusoë (Little Robinson Crusoe) d'Edward F. Cline : Adolphe Schmidt
- 1924 : Son heure (His Hour) de King Vidor : Ivan
- 1925 : Les Confessions d'une reine (Confessions of a Queen) : Revolutionary Leader
- 1925 : The White Desert
- 1925 : The Human Tornado : Chet Marlow
- 1925 : Why Women Love : Olaf Hansen
- 1925 : Ace of Spades : James Monroe
- 1927 : Life of an Actress : John Dowen
- 1927 : The Fighting Hombre : Henry Martin
- 1927 : Le Voile nuptial (The Stolen Bride) de Alexander Korda : Sergent
- 1927 : Wild Geese : Marshal
- 1927 : The Private Life of Helen of Troy : Achilles
- 1928 : Pass the Gravy : Schultz
- 1929 : Married in Hollywood : Herr von Herzen
- 1930 : A Royal Romance : Magistrate
- 1931 : Dämon des Meeres
- 1932 : A Passport to Hell : Hotel Proprietor
- 1933 : Song of the Eagle (en) de Ralph Murphy : Emil Kranzmeyer
- 1933 : Capturé (Captured!) : Sergent Major
- 1934 : La Maison des Rothschild : Man in 1780 Sequence
- 1934 : L'Ennemi public n° 1 (Manhattan Melodrama) : German note holder
- 1934 : Une nuit d'amour : Beer Truck Driver
- 1934 : The Pursuit of Happiness : Col. Hoffer
- 1934 : Le Grand Barnum (The Mighty Barnum) de Walter Lang : Butcher in Montage
- 1935 : Le Baron Gregor (The Black Room) : A Peasant
- 1935 : Ville sans loi (Barbary Coast) : Passenger
- 1936 : La Fille de Dracula (Dracula's Daughter) : Wedding guest
- 1936 : Tourbillon blanc (One in a Million) : Driver of sleigh
- 1937 : It Could Happen to You! : German
- 1937 : Le Prince X : Farmer
- 1937 : Amour d'espionne (Lancer Spy) : Conductor
- 1938 : Happy Landing : Townsman
- 1938 : La Baronne et son valet (The Baroness and the Butler) de Walter Lang : Peasant